# 트리나크리아 왕국
트리나크리아 왕국(시칠리아어: Regnu di Trinacria)은 1282년 부활절 당시 시칠리아섬 팔레르모에서 시칠리아 만종 사건이 일어난 후 시칠리아 왕국이 섬과 이탈리아반도 남부로 공식적으로 나뉘어 졌을 때, 아라곤 왕국의 페로 3세(페트루 1세)와 쿠스탄차 왕비의 트리나크리아 왕위 즉위식인 1282년과 칼타벨로타 평화협정이 이루어진 1302년 사이에 생성되었다. 시칠리아섬은 공식적으로 트리나크리아 왕국으로 지명되었지만 비공식적으로 시칠리아 왕국으로 명명되었다. 한편, 시칠리아 왕국의 대륙부분인 반도남부의 일부는 나폴리 왕국의 카를로 2세의 지도하에 시칠리아 왕국에서 일반적으로 나폴리 왕국으로 알려지게 되었다. "트리나크리아"(Trinacria)라는 이름은 시칠리아섬의 고대 상징인 트리스켈리온을 기리기 위해 선택되었다.

## 같이 보기
- 이탈리아의 국기
- 양시칠리아 왕국
- 시칠리아의 군주 목록